# Deutsche Leichtathletik-Meisterschaften 1936
Die 38. Deutschen Leichtathletik-Meisterschaften – ausgetragen am 11. und 12. Juli 1936 in Berlin – standen ganz im Zeichen der wenige Wochen später ebenfalls in Berlin stattfindenden Olympischen Spiele.

## Sport in Deutschland im Zeichen des Nationalsozialismus
Das olympische Jahr 1936 war für die Nationalsozialisten mit Olympischen Winter- und Sommerspielen im eigenen Land eine besondere Gelegenheit für ihre Außendarstellung. Der Welt sollte ein demokratisches freiheitliches Deutsches Reich ohne die nachgesagte Judenfeindlichkeit vorgegaukelt werden. So wurden einige jüdische ‚Vorzeigeathletinnen und -athleten‘ zur Teilnahme zugelassen. Für die Perfidität des Umgangs mit den Sportlerinnen und Sportlern steht in besonderer Weise die Hochspringerin Gretel Bergmann, die zunächst mit Repressalien ihrer Familie gegenüber zur Teilnahme gedrängt wurde, die dann jedoch trotz erbrachten Leistungsnachweises – mit Einstellung des Deutschen Rekords von 1,60 m am 27. Juni 1936 – nicht zugelassen wurde. Auch bei den Deutschen Meisterschaften durfte sie nicht dabei sein.

## Wettbewerbsprogramm
Die Reduzierung des Wettkampfprogramms der Frauen aus dem Vorjahr wurde beibehalten. Dahinter stand die völlige Anpassung an die damals aktuellen olympischen Disziplinen der Frauenleichtathletik. Hier gab es nur die drei Laufdisziplinen 100 m, 80 m Hürden und die 4 × 100-m-Staffel, den Hochsprung als Sprungdisziplin sowie die Wurfwettbewerbe Diskus- und Speerwurf.

## Ausgelagerte Disziplinen
Einige Disziplinen wurden ausgelagert:
- Marathonlauf und 50-km-Straßengehen – Berlin, 21. Juni
- Zehnkampf mit sehr ungewöhnlicher Austragungsform: die ersten fünf Disziplinen im Rahmen der verschiedenen Gaumeisterschaften am 28. Juni / die weiteren fünf Disziplinen in Berlin am 5. Juli
- alle Staffelwettbewerbe – Nürnberg, 12. September
- Waldlauf – Freiburg im Breisgau, 8. November

## Intersexualität
Der Gewinnerin des Hochsprungs, Dora Ratjen, wurden im Nachhinein ihre/seine Meistertitel von 1936 bis 1938 wegen ihrer/seiner Intersexualität aberkannt.

## Sportliche Leistungen / Rekorde
Die bei diesen Meisterschaften gezeigten Leistungen standen auf einem nach damaligen internationalen Maßstäben hohen Niveau. Die deutschen Leichtathletinnen und Leichtathleten erreichten bei den Olympischen Spielen ca. sechs Wochen später mit unter anderem fünf Goldmedaillen eine Erfolgsbilanz wie nie zuvor.
Es gab drei Rekorde, einen Welt- (WR), einen Europa- (ER) und einen deutschen Rekord (DR):
- Weltrekord[3], Diskuswurf: 48,31 m – Gisela Mauermayer (TV Nymphenburg München)
- Europarekord[4], Weitsprung: 7,82 m – Luz Long (Leipziger SC)
- Deutscher Rekord[1], Dreisprung: 15,06 m – Heinz Wöllner (ASC Leipzig)

## Ergebnisübersichten
Die folgenden beiden Übersichten fassen die Medaillengewinner und -gewinnerinnen aller Wettbewerbe von 1936 zusammen.

### Medaillengewinner Männer
| Disziplin                                    | Gold                                                                           | Leistung             | Silber                                                                               | Leistung               | Bronze                                                                   | Leistung               |
| -------------------------------------------- | ------------------------------------------------------------------------------ | -------------------- | ------------------------------------------------------------------------------------ | ---------------------- | ------------------------------------------------------------------------ | ---------------------- |
| 100 m                                        | Gerd Hornberger (Eintracht Frankfurt)                                          | 10,7 s00             | Manfred Kersch (Eintracht Frankfurt)                                                 | 10,8 s00               | Erich Borchmeyer (Stuttgarter Kickers)                                   | 10,8 s00               |
| 200 m                                        | Egon Schein (Hamburger SV)                                                     | 22,0 s00             | Erwin Gillmeister (SV Germania Stolp)                                                | 22,0 s00               | Karl Neckermann (Post SV Mannheim)                                       | 22,1 s00               |
| 400 m                                        | Helmut Hamann (SV Allianz Berlin)                                              | 48,9 s00             | Harry Voigt (DSC Berlin)                                                             | 49,0 s00               | Friedrich von Stülpnagel (VfL Potsdamer Sportfreunde)                    | 49,1 s00               |
| 800 m                                        | Rudolf Harbig (Dresdner SC)                                                    | 1:54,1 min           | Wolfgang Dessecker (Stuttgarter Kickers)                                             | 1:54,4 min             | Ewald Mertens (KTV Wittenberg)                                           | 1:54,7 min             |
| 1500 m                                       | Fritz Schaumburg (Polizei SV Oberhausen)                                       | 3:54,6 min           | Werner Böttcher (KTV Wittenberg)                                                     | 3:55,6 min             | Harry Mehlhose (Berliner SC)                                             | 3:55,6 min             |
| 5000 m                                       | Hans Raff (VfL Oberhausen)                                                     | 15:06,6 min          | Herbert Kemker (Altonaer FC von 1893)                                                | 15:10,4 min            | Erich Pawlak (VfB Breslau)                                               | 15:11,6 min            |
| 10.000 m                                     | Max Syring (KTV Wittenberg)                                                    | 31:37,2 min          | Max Gebhardt (SV Allianz Dresden)                                                    | 31:38,8 min            | Josef Siegers (SC Komet Berlin)                                          | 31:43,8 min            |
| Marathon                                     | Franz Barsicke (PSG Stephan Breslau)                                           | 2:51:22,2 h00        | Paul de Bruyn (Berliner SC)                                                          | 2:52:55,6 h00          | Eduard Bräsecke (SV Bewag Berlin)                                        | 2:55:37,0 h00          |
| Marathon, Mannschaftswertung                 | Berliner SCPaul de Bruyn Seefeld Bratek                                        | 14 P (Plätze 2/9/?)  | Polizei SV BerlinHeinrich Brauch Wilhelm Borgsen Gerhardt                            | 17 P (Plätze 4/22/34)  | SV Bewag BerlinEduard Bräsecke Gotsch Groß                               | 19 P (Plätze 3/20/40)  |
| 110 m Hürden                                 | Willi Welscher (Eintracht Frankfurt)                                           | 15,2 s00             | Erich Schwethelm (SV Wiesbaden)                                                      | 15,6 s00               | Erwin Wegner (TSV Schöneberg Berlin)                                     | 15,7 s00               |
| 400 m Hürden                                 | Hans Scheele (Hamburger SV)                                                    | 54,0 s00             | Willi Kürten (DSD Düsseldorf)                                                        | 55,2 s00               | Fritz Nottbrock (ASV Köln)                                               | 55,2 s00               |
| 3000 m Hindernis                             | Willi Heyn (TSV 1860 München)                                                  | 9:35,0 min           | Helmut Schwarz (Ulmer FV 1894)                                                       | 9:38,4 min             | Rolf Holthuis (Hamburger AC)                                             | 9:38,6 min             |
| 4 × 100 m Staffel                            | Eintracht FrankfurtAdolf Metzner Willi Welscher Gerd Hornberger Ernst Geerling | 42,1 s00             | Stuttgarter KickersWalter Schwenk Walther Tripps Bert Sumser Erich Borchmeyer        | 42,3 s00               | ASV KölnTheo Vogelsang Rudolf Zoumer Wolfgang Vent Josef Volmert         | 42,6 s00               |
| 4 × 400 m Staffel                            | Stuttgarter KickersHelmut Sauer Walther Tripps Bert Sumser Wolfgang Dessecker  | 3:19,4 min           | ASV KölnHans Helm Eugen Dielefeld Hans Nöller Fritz Nottbrock                        | 3:20,4 min             | TSV 1860 MünchenMax Pöschl Hans-Georg Steigerthal Bruno Bolch Otto Veidt | 3:21,4 min             |
| 4 × 1500-m-Staffel                           | KTV WittenbergMax Syring Karl-Heinz Becker Ewald Mertens Werner Böttcher       | 16:19,2 min          | Stuttgarter KickersHans Wagenseil Heinrich Schiele Alfred Dompert Wolfgang Dessecker | 16:28,0 min            | Berliner SCOtto Weichert Willi Göhrt Traugott Streuffert Harry Mehlhose  | 16:37,6 min            |
| 50-km-Straßengehen                           | Fritz Bleiweiß (Berliner AK 07)                                                | 4:48:57 h000         | Friedrich Prehn (Dresdner SC)                                                        | 4:49:13 h000           | Herbert Dill (Reichsbahn SV Berlin)                                      | 4:53:22 h000           |
| 50-km-Straßengehen, Mannschaftswertung       | SV St. Georg 1895 HamburgFeucht Neurath Schröder                               | Plätze 6/7/11        | Spvgg Osram BerlinWieder Gräbke Richter                                              | Plätze 4/12/13         | Olympia DresdenEngelmann Krätschmar Heinze                               | lätze 20/25/28         |
| Hochsprung                                   | Gustav Weinkötz (ASV Köln)                                                     | 1,93 m000            | Kurt Augustin (SV Allianz Berlin)                                                    | 1,86 m                 | Günther Gehmert (SV Siemens Berlin)                                      | 1,86 m                 |
| Stabhochsprung                               | Julius Müller (TV Kuchen)                                                      | 4,00 m000            | Siegfried Schulz (Berliner SC)                                                       | 3,90 m                 | Hans Born (Polizei SV Borussia Düsseldorf)                               | 3,70 m                 |
| Weitsprung                                   | Luz Long (Leipziger SC)                                                        | 7,82 m ER            | Wilhelm Leichum (MTV Wünsdorf)                                                       | 7,47 m                 | Arthur Bäumle (Ulmer FV 1894)                                            | 7,42 m                 |
| Dreisprung                                   | Heinz Wöllner (ASC Leipzig)                                                    | 15,06 m DR           | Erich Joch (Mars Quedlinburg)                                                        | 15,00 m                | Willi Drechsel (ATV Thalheim)                                            | 14,82 m                |
| Kugelstoßen                                  | Hans Woellke (Polizei SV Berlin)                                               | 15,86 m000           | Gerhard Stöck (SCC Berlin)                                                           | 15,19 m                | Hans-Heinrich Sievert (Eimsbütteler TV)                                  | 14,89 m                |
| Diskuswurf                                   | Willy Schröder (Berliner SC)                                                   | 49,00 m000           | Gerhard Hilbrecht (VfB Königsberg)                                                   | 47,61 m                | Hans Fritsch (MSV Wünsdorf)                                              | 45,88 m                |
| Hammerwurf                                   | Karl Hein (SV St. Georg Hamburg)                                               | 54,26 m000           | Erwin Blask (Berliner SC)                                                            | 53,51 m                | Johann Becker (DSC Saarbrücken)                                          | 50,30 m                |
| Speerwurf                                    | Gottfried Weimann (KTV Wittenberg)                                             | 72,24 m000           | Gerhard Stöck (SCC Berlin)                                                           | 69,17 m                | Friedrich Gerdes (SCC Berlin)                                            | 65,58 m                |
| Zehnkampf, 1934er W. i. Klamm.: 1985er Wert. | Helmut Bonnet (Polizei SV Berlin)                                              | 6666 P (6240 P)      | Erwin Huber (MSV Wünsdorf)                                                           | 6458 P (6182 P)        | Fritz Eckardt (TV Zeulenroda)                                            | 6199 P (? P)           |
| Waldlauf – ca. 10.000 m                      | Max Syring (KTV Wittenberg)                                                    | 32:10,4 min          | Heinrich Fornoff (TSG Darmstadt 1846)                                                | 32:33,0 min            | Ernst Eberhardt (TSV Neustadt/Weinstraße)                                | 32:40,2 min            |
| Waldlauf, Mannschaftswertung                 | KTV WittenbergMax Syring Walter Schönrock Werner Böttcher                      | 17 P (Plätze 1/9/20) | Hamburger ACRolf Holthuis Meikert Henschke                                           | 32 P (Plätze 10/13/31) | SV Allianz DresdenZschernig Max Gebhardt Kobelka                         | 32 P (Plätze 12/15/36) |

### Medaillengewinnerinnen Frauen
| Disziplin         | Gold                                                            | Leistung   | Silber                                     | Leistung | Bronze                                                               | Leistung |
| ----------------- | --------------------------------------------------------------- | ---------- | ------------------------------------------ | -------- | -------------------------------------------------------------------- | -------- |
| 100 m             | Käthe Krauß (Dresdner SC)                                       | 11,9 s     | Marie Dollinger (1. FC Nürnberg)           | 12,0 s   | Emmy Albus (Barmer TV 1846 Wuppertal)                                | 12,2 s   |
| 80 m Hürden       | Doris Eckert (Eintracht Frankfurt)                              | 12,1 s     | Anni Steuer (TuS Duisburg 48/99)           | 12,3 s   | Hilde Klusenwerth (SCC Berlin)                                       | 12,4 s   |
| 4 × 100 m Staffel | Dresdner SCElfriede Toobe Käthe Krauß Luise Krüger Margit Weber | 49,0 s     | SCC BerlinSeifert Sommer Hornig Dora Voigt | 49,5 s   | Barmer TV 1846 WuppertalFrankholz Liesbeth Freitag Müller Emmy Albus | 50,3 s   |
| Hochsprung        | Elfriede Kaun (Kieler TV)                                       | 1,54 m000  | Gunda Friedrich (TC Würzburg)              | 1,54 m   | Sophie Scheibe (SC Erfurt)                                           | 1,54 m   |
| Diskuswurf        | Gisela Mauermayer (TV Nymphenburg München)                      | 48,31 m WR | Paula Mollenhauer (Eimsbütteler TV)        | 41,92 m  | Anna Hagemann (Hessen-Preußen Kassel)                                | 39,81 m  |
| Speerwurf         | Tilly Fleischer (Eintracht Frankfurt)                           | 44,56 m000 | Luise Krüger (Dresdner SC)                 | 43,36 m  | Erika Matthes (SC Brandenburg Berlin)                                | 42,40 m  |